# Pyropia tenera
Pyropia tenera ist eine marine Rotalgen-Art aus der Familie der Bangiaceae. Sie ist in China, Korea und Japan als Nahrungsmittel wirtschaftlich bedeutend.

## Synonyme
Das Basionym ist Porphyra tenera Kjellman (1897); die ursprüngliche Beschreibung basierte auf getrockneten nori-Blättern aus Japan. Weitere homotypische Synonyme sind Phyllona tenera (Kjellman) Kuntze (1898) und Neopyropia tenera (Kjellman) L.-E.Yang & J.Brodie (2020).

## Beschreibung
Die Farbe von Pyropia tenera wird zumeist als purpurviolett angegeben, bisweilen auch als dunkelviolett, rötlich violett, grünlich violett, blassrot, rötlich gelb, gelblich rot oder gelblich braun bzw. im oberen Bereich rötlich braun und im unteren Bereich bläulich grün. Junge Blätter sind hellviolettrot, ältere blassbräunlichrot. Der Thallus ist 15 bis 20 Mikrometer dick. Die geradlinigen, spateligen, umgekehrt eiförmigen zerschlitzten  Wedel sind etwa drei bis fünf mal ein bis drei Zentimeter groß. Die gametophytischen Blätter sind von dunkler, rötlichbrauner Farbe und ganzrandig, oblanzeolat, elliptisch, umgekehrt eiförmig oder eiförmig, wenn sie reif sind. Im Vergleich zu Pyropia yezoensis sind die Blätter mit 14 bis 35 Mikrometer dünner. Pyropia tenera ist monözisch und wächst epizoisch oder auf Felsen im Intertidal.
Die mitochondriale DNA von Pyropia tenera umfasst 42 268 Basenpaare und verschlüsselt zwei ribosomale-RNA-Gene, 24 Transfer-RNAs, vier ribosomale Proteine und 17 Gene, die an Elektronentransport und oxidativer Phosphorylierung beteiligt sind.

## Verbreitung und Gefährdung
Die Verbreitung von Pyropia tenera erstreckt sich von Mauritius über China, Taiwan, Korea und Japan bis nach Mexiko, Peru und das gemäßigte Südamerika.
Das japanische Umweltministerium listet Pyropia tenera inzwischen als gefährdete Art. Die üblichen Habitate von Pyropia tenera in den Intertidalzonen der Ästuare innerer Buchten wurden durch Landgewinnung, Flusserschließungen und Schlammansammlungen am Meeresgrund geschädigt, sodass diese Art nur noch an wenigen Stellen anzutreffen ist.

## Kultivierung
In Japan, Korea und China werden Rotalgen der Ordnung Bangiales, darunter Pyropia tenera, in Aquakulturen gezüchtet. Vor der Verbreitung der künstlichen Conchosporen-Aussaat war Pyropia tenera in Japan die wichtigste Art dafür. Begünstigt durch die künstliche Aussaat entwickelte sich die selektive Zucht schnell weiter und die schnellwüchsigen Kultursorten Pyropia tenera var. tamatsuensis Miura und Pyropia yezoensis f. narawaensis Miura wurden in Japan großflächig angebaut. Inzwischen macht dieser Kultivar von Pyropia yezoensis den Großteil der in Japan kultivierten Rotalgen aus.
Der erstmals in den 1940er Jahren auf Pyropia tenera festgestellte Eipilz Pythium porphyrae verursacht eine Erkrankung der Algen und kann damit erheblichen wirtschaftlichen Schaden in Aquakulturen anrichten. Weitere häufig auftretende Krankheiten in Algenkulturen, die auch Pyropia tenera betreffen können, sind Olpidiopsis-Fäule und die Grünflecken-Krankheit, die durch das PyroV1-Virus verursacht wird.

## Nutzung
Zusammen mit weiteren Rotalgen-Arten wird Pyropia tenera in der japanischen Küche als nori (beispielsweise zur Umhüllung von Sushi) und in der koreanischen Küche als gim (für Gimbap oder weiterverarbeitet als Beilage) genutzt.
Im Vergleich zu Pyropia yezoensis sind die Blätter von Pyropia tenera dünner und damit weicher – einer der wichtigsten Qualitätsfaktoren für nori – und gelten als besser im Geschmack.

## Inhaltsstoffe
Getrocknete Pyropia tenera enthält 28 bis 47 Prozent Protein (verglichen mit 25 anderen untersuchten Algenarten der höchste Wert), 8 bis 21 Prozent Asche, 12 bis 35 Prozent Ballaststoffe, 44,3 Prozent Kohlenhydrate und 0,7 bis 1,3 Prozent Lipide sowie (in absteigender Menge) Natrium, Kalium, Magnesium und Calcium.